# Bernie Collins
Bernard « Bernie » Collins, né le 18 juin 1935 à Regina en Saskatchewan et mort le 28 mars 2018, est un homme politique canadien. Il représente la circonscription de Souris—Moose Mountain à la Chambre des communes du Canada entre 1993 et 1997 sous la bannière du parti libéral. Il est maire d'Estevan entre 1985 et 1988.

## Biographie
Collins nait à Regina et est le fils de Matthew et Annie May Collins. Il fait ses études à le Campion College, l'Université de la Saskatchewan et le Northern State College. Il se marie à Delphine Fahlman avec qui il a huit enfants. Il enseigne à Kamsack puis Estevan pendant de nombreuses années.
Collins est conseiller municipal pour Estevan dès les années 1970 et devient maire en 1985. Il reste à se poste trois ans. En 1993, lors d'une vague libérale, il remporte la circonscription de Souris—Moose Mountain. Au parlement, il est l'un des rares libéraux à voté contre un registre des armes à feu. En 1997, malgré qu'il reçoit un nombre de votes semblable à quatre ans plus tôt, il est battu par Roy Bailey du parti réformiste. Il retourne au conseil de ville où il reste jusqu'en 2003. Une rue d'Estevan est renommée en son honneur en 2017,.